# 东风雪铁龙爱丽舍
雪铁龙爱丽舍是由东风汽车公司和法国标致雪铁龙集团合资的神龙汽车有限公司生产的一款紧凑型轿车汽车。

## 第一代（2002-2013）

### 设计

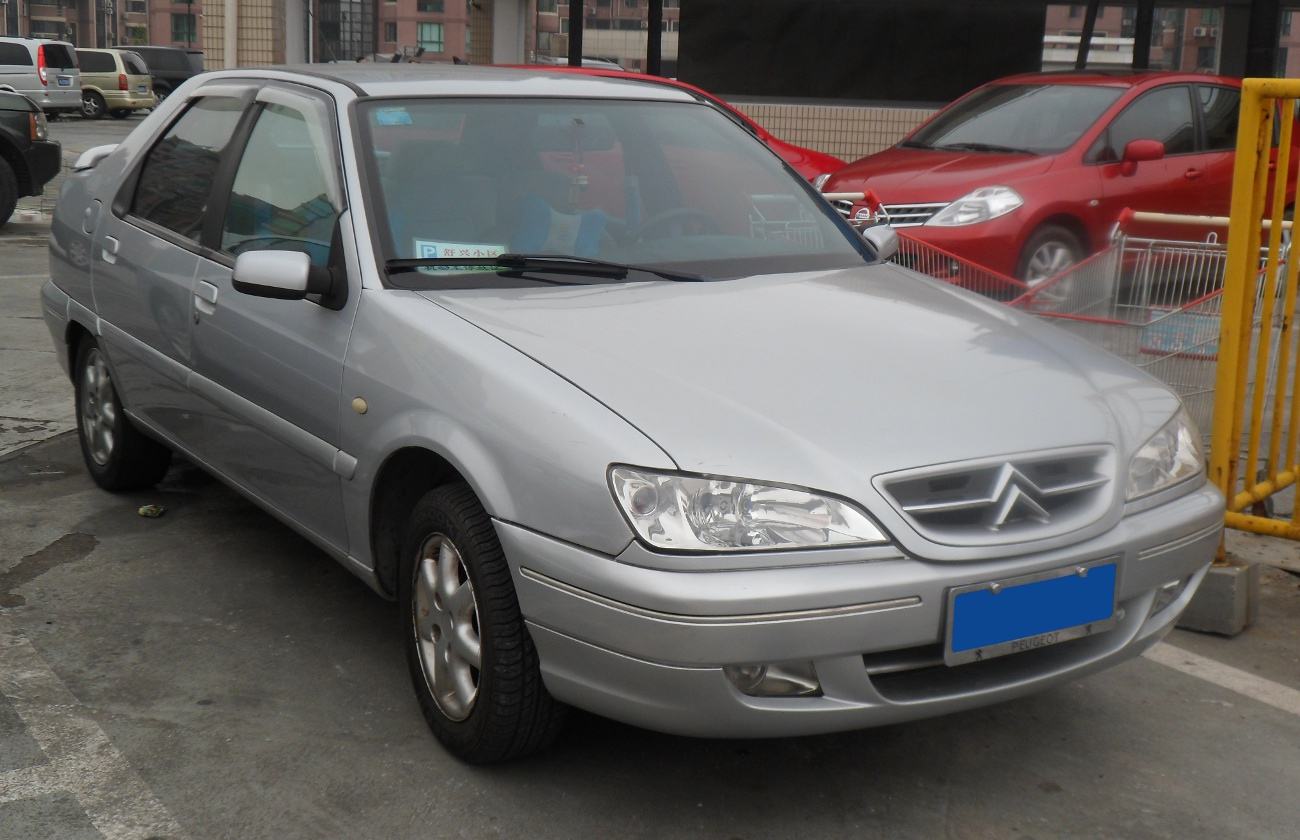

爱丽舍是基于中国市场需求在中国进行设计的车型。基于雪铁龙ZX发展而来，与许多地方（包括仪表板），则来自雪铁龙赛纳和雪铁龙Saxo。
该车型VTS运动版仅使用红色。该款车型基于雪铁龙塞纳设计。

### 中期改款

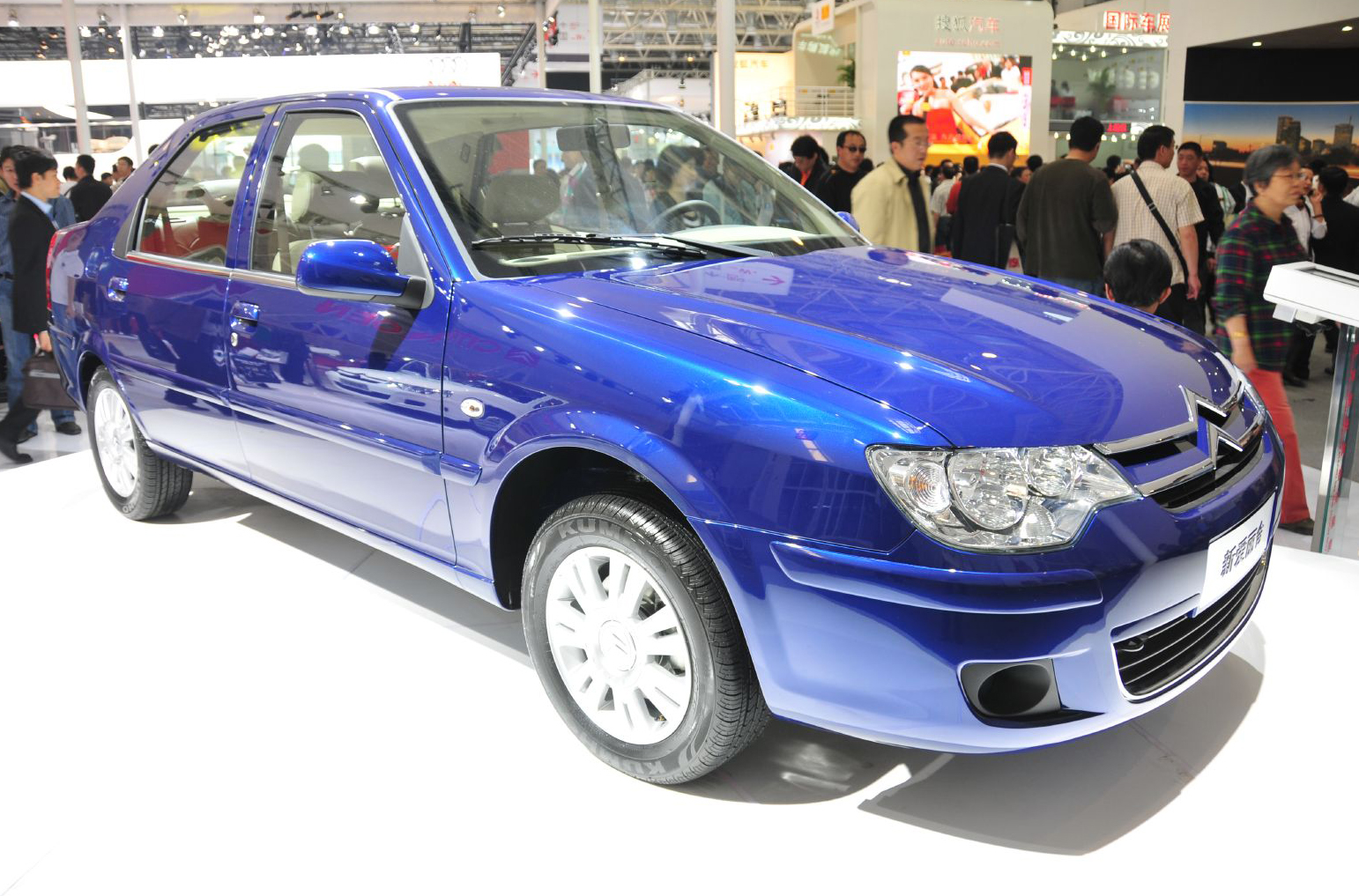
2008年北京车展上的东风雪铁龙C Elysée

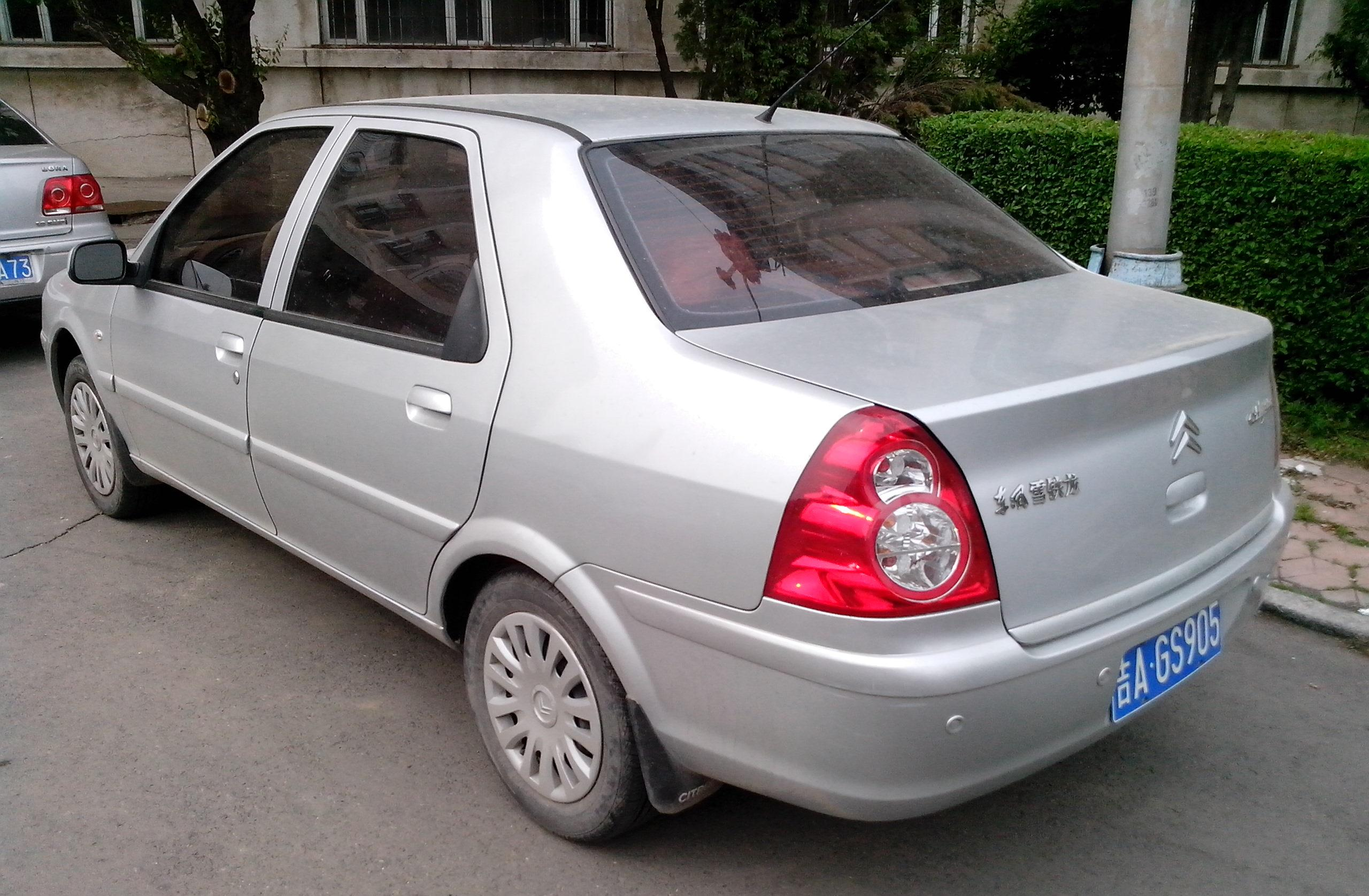
尾部

在2008年北京国际汽车展上发布一款发展型号--C Elysée。 
对原车前部和后部均重新设计，以适应同时期雪铁龙公司其它车型的家族设计风格。在2009年2月底爱丽舍两厢版也发布销售，以取代之前的雪铁龙富康(中国生产的雪铁龙ZX)。

## 第二代（2013-2018）
第二代的C-爱丽舍于2013年在中国正式发布。之前已在2012年投放西班牙，以及北非、东欧和南美市场销售。该车与标致301同平台开发。
中国销售的第二代爱丽舍被命名为为全新爱丽舍。
动力方面更换了国产EC5新款发动机，输出功率达到了86千瓦（117马力，海外版为115马力）。

## 发动机
| 型号                  | 排量 (cc) | 配气机构    | 功率              |
| --------------------- | --------- | ----------- | ----------------- |
| TU5JP4 N6A 10XA3A PSA | 1587      | SOHC        | 65千瓦（88马力）  |
| TU5JP4 N6A 10XA3A PSA | 1587      | 16气门 DOHC | 78千瓦（106马力） |
| EC5                   | 1587      | DOHC        | 86千瓦（117马力） |